# 2016-os Formula–1 kínai nagydíj
A kínai nagydíj volt a 2016-os Formula–1 világbajnokság harmadik futama, amelyet 2016. április 15. és április 17. között rendeztek meg a kínai Shanghai International Circuiten, Sanghajban. Ettől a futamtól visszatért a 2015-ig használt "klasszikus" időmérő-rendszer.

## Szabadedzések

### Első szabadedzés
A kínai nagydíj első szabadedzését április 15-én, pénteken délelőtt tartották.
| helyezés | versenyző         | csapat/motor         | elért idő  | különbség | futott kör |
| -------- | ----------------- | -------------------- | ---------- | --------- | ---------- |
| 1        | Nico Rosberg      | Mercedes             | 1:38,037   | −         | 16         |
| 2        | Lewis Hamilton    | Mercedes             | 1:38,183   | +0,146    | 16         |
| 3        | Sebastian Vettel  | Ferrari              | 1:38,665   | +0,628    | 12         |
| 4        | Daniel Ricciardo  | Red Bull-TAG Heuer   | 1:39,061   | +1,024    | 13         |
| 5        | Kimi Räikkönen    | Ferrari              | 1:39,155   | +1,118    | 11         |
| 6        | Danyiil Kvjat     | Red Bull-TAG Heuer   | 1:39,625   | +1,588    | 14         |
| 7        | Carlos Sainz Jr.  | Toro Rosso-Ferrari   | 1:39,676   | +1,639    | 12         |
| 8        | Jenson Button     | McLaren-Honda        | 1:39,974   | +1,937    | 11         |
| 9        | Nico Hülkenberg   | Force India-Mercedes | 1:40,169   | +2,132    | 13         |
| 10       | Max Verstappen    | Toro Rosso-Ferrari   | 1:40,232   | +2,195    | 13         |
| 11       | Sergio Pérez      | Force India-Mercedes | 1:40,347   | +2,310    | 15         |
| 12       | Fernando Alonso   | McLaren-Honda        | 1:40,538   | +2,501    | 11         |
| 13       | Valtteri Bottas   | Williams-Mercedes    | 1:40,828   | +2,791    | 10         |
| 14       | Romain Grosjean   | Haas-Ferrari         | 1:41,358   | +3,321    | 9          |
| 15       | Marcus Ericsson   | Sauber-Ferrari       | 1:41,393   | +3,356    | 18         |
| 16       | Rio Haryanto      | Manor-Mercedes       | 1:41,614   | +3,577    | 20         |
| 17       | Jolyon Palmer     | Renault              | 1:41,816   | +3,779    | 16         |
| 18       | Pascal Wehrlein   | Manor-Mercedes       | 1:42,908   | +4,871    | 14         |
| 19       | Felipe Nasr       | Sauber-Ferrari       | 1:42,980   | +4,943    | 8          |
| 20       | Kevin Magnussen   | Renault              | idő nélkül | −         | 6          |
| 21       | Esteban Gutiérrez | Haas-Ferrari         | idő nélkül | −         | 2          |
| 22       | Felipe Massa      | Williams-Mercedes    | idő nélkül | −         | 4          |

### Második szabadedzés
A kínai nagydíj második szabadedzését április 15-én, pénteken délután tartották. Kevin Magnussen nem vett részt az edzésen.
| helyezés | versenyző         | csapat/motor         | elért idő  | különbség | futott kör |
| -------- | ----------------- | -------------------- | ---------- | --------- | ---------- |
| 1        | Kimi Räikkönen    | Ferrari              | 1:36,896   | −         | 35         |
| 2        | Sebastian Vettel  | Ferrari              | 1:37,005   | +0,109    | 33         |
| 3        | Nico Rosberg      | Mercedes             | 1:37,133   | +0,237    | 33         |
| 4        | Lewis Hamilton    | Mercedes             | 1:37,329   | +0,433    | 33         |
| 5        | Daniel Ricciardo  | Red Bull-TAG Heuer   | 1:38,143   | +1,247    | 31         |
| 6        | Max Verstappen    | Toro Rosso-Ferrari   | 1:38,268   | +1,372    | 28         |
| 7        | Nico Hülkenberg   | Force India-Mercedes | 1:38,527   | +1,631    | 31         |
| 8        | Carlos Sainz Jr.  | Toro Rosso-Ferrari   | 1:38,542   | +1,646    | 32         |
| 9        | Sergio Pérez      | Force India-Mercedes | 1:38,569   | +1,673    | 31         |
| 10       | Valtteri Bottas   | Williams-Mercedes    | 1:38,723   | +1,827    | 34         |
| 11       | Fernando Alonso   | McLaren-Honda        | 1:38,728   | +1,832    | 31         |
| 12       | Jenson Button     | McLaren-Honda        | 1:38,828   | +1,932    | 28         |
| 13       | Danyiil Kvjat     | Red Bull-TAG Heuer   | 1:39,178   | +2,282    | 31         |
| 14       | Felipe Massa      | Williams-Mercedes    | 1:39,214   | +2,318    | 34         |
| 15       | Jolyon Palmer     | Renault              | 1:39,774   | +2,878    | 32         |
| 16       | Romain Grosjean   | Haas-Ferrari         | 1:39,890   | +2,994    | 22         |
| 17       | Pascal Wehrlein   | Manor-Mercedes       | 1:39,941   | +3,045    | 36         |
| 18       | Marcus Ericsson   | Sauber-Ferrari       | 1:39,979   | +3,083    | 35         |
| 19       | Rio Haryanto      | Manor-Mercedes       | 1:40,550   | +3,654    | 33         |
| 20       | Felipe Nasr       | Sauber-Ferrari       | 1:41,066   | +4,170    | 32         |
| 21       | Esteban Gutiérrez | Haas-Ferrari         | 1:42,954   | +6,058    | 4          |
| 22       | Kevin Magnussen   | Renault              | idő nélkül | −         | 0          |

### Harmadik szabadedzés
A kínai nagydíj harmadik szabadedzését április 16-án, szombaton délelőtt tartották. Az esős időjárás miatt számos pilóta nem tudott mért kört futni.
| helyezés | versenyző         | csapat/motor         | elért idő  | különbség | futott kör |
| -------- | ----------------- | -------------------- | ---------- | --------- | ---------- |
| 1        | Sebastian Vettel  | Ferrari              | 1:57,351   | −         | 3          |
| 2        | Valtteri Bottas   | Williams-Mercedes    | 1:58,061   | +0,710    | 7          |
| 3        | Sergio Pérez      | Force India-Mercedes | 1:58,689   | +1,338    | 4          |
| 4        | Carlos Sainz Jr.  | Toro Rosso-Ferrari   | 1:58,800   | +1,449    | 9          |
| 5        | Esteban Gutiérrez | Haas-Ferrari         | 1:59,526   | +2,175    | 7          |
| 6        | Jolyon Palmer     | Renault              | 1:59,677   | +2,326    | 7          |
| 7        | Kevin Magnussen   | Renault              | 1:59,761   | +2,410    | 9          |
| 8        | Pascal Wehrlein   | Manor-Mercedes       | 1:59,964   | +2,613    | 8          |
| 9        | Max Verstappen    | Toro Rosso-Ferrari   | 2:00,150   | +2,799    | 6          |
| 10       | Nico Hülkenberg   | Force India-Mercedes | 2:00,158   | +2,807    | 4          |
| 11       | Felipe Nasr       | Sauber-Ferrari       | 2:00,197   | +2,846    | 8          |
| 12       | Kimi Räikkönen    | Ferrari              | 2:00,812   | +3,461    | 5          |
| 13       | Felipe Massa      | Williams-Mercedes    | 2:02,438   | +5,087    | 4          |
| 14       | Rio Haryanto      | Manor-Mercedes       | 2:02,732   | +5,381    | 5          |
| 15       | Jenson Button     | McLaren-Honda        | idő nélkül | −         | 3          |
| 16       | Fernando Alonso   | McLaren-Honda        | idő nélkül | −         | 3          |
| 17       | Romain Grosjean   | Haas-Ferrari         | idő nélkül | −         | 4          |
| 18       | Danyiil Kvjat     | Red Bull-TAG Heuer   | idő nélkül | −         | 4          |
| 19       | Nico Rosberg      | Mercedes             | idő nélkül | −         | 2          |
| 20       | Daniel Ricciardo  | Red Bull-TAG Heuer   | idő nélkül | −         | 3          |
| 21       | Lewis Hamilton    | Mercedes             | idő nélkül | −         | 2          |
| 22       | Marcus Ericsson   | Sauber-Ferrari       | idő nélkül | −         | 1          |

## Időmérő edzés
A kínai nagydíj időmérő edzését április 16-án, szombaton futották. A 2016-os szezonban ezen az időmérőn tértek vissza a 2015-ig használt rendszerhez.
| helyezés              | rajtszám | versenyző         | csapat/motor         | 1. rész    | 2. rész  | 3. rész    | rajthely | futott kör |
| --------------------- | -------- | ----------------- | -------------------- | ---------- | -------- | ---------- | -------- | ---------- |
| 1                     | 6        | Nico Rosberg      | Mercedes             | 1:37,669   | 1:36,240 | 1:35,402   | 1        | 16         |
| 2                     | 3        | Daniel Ricciardo  | Red Bull-TAG Heuer   | 1:37,672   | 1:36,815 | 1:35,917   | 2        | 13         |
| 3                     | 7        | Kimi Räikkönen    | Ferrari              | 1:37,347   | 1:36,118 | 1:35,972   | 3        | 13         |
| 4                     | 5        | Sebastian Vettel  | Ferrari              | 1:37,001   | 1:36,183 | 1:36,246   | 4        | 10         |
| 5                     | 77       | Valtteri Bottas   | Williams-Mercedes    | 1:37,537   | 1:36,831 | 1:36,296   | 5        | 13         |
| 6                     | 26       | Danyiil Kvjat     | Red Bull-TAG Heuer   | 1:37,719   | 1:36,948 | 1:36,399   | 6        | 14         |
| 7                     | 11       | Sergio Pérez      | Force India-Mercedes | 1:38,096   | 1:37,149 | 1:36,865   | 7        | 15         |
| 8                     | 55       | Carlos Sainz Jr.  | Toro Rosso-Ferrari   | 1:37,656   | 1:37,204 | 1:36,881   | 8        | 15         |
| 9                     | 33       | Max Verstappen    | Toro Rosso-Ferrari   | 1:38,181   | 1:37,265 | 1:37,194   | 9        | 15         |
| 10                    | 27       | Nico Hülkenberg   | Force India-Mercedes | 1:38,165   | 1:37,333 | idő nélkül | 13[1]    | 10         |
| 11                    | 19       | Felipe Massa      | Williams-Mercedes    | 1:38,016   | 1:37,347 |            | 10       | 9          |
| 12                    | 14       | Fernando Alonso   | McLaren-Honda        | 1:38,451   | 1:38,826 |            | 11       | 11         |
| 13                    | 22       | Jenson Button     | McLaren-Honda        | 1:37,593   | 1:39,093 |            | 12       | 11         |
| 14                    | 8        | Romain Grosjean   | Haas-Ferrari         | 1:38,425   | 1:39,830 |            | 14       | 13         |
| 15                    | 9        | Marcus Ericsson   | Sauber-Ferrari       | 1:38,321   | 1:40,742 |            | 15       | 11         |
| 16                    | 12       | Felipe Nasr       | Sauber-Ferrari       | 1:38,654   | 1:42,430 |            | 16       | 11         |
| 17                    | 20       | Kevin Magnussen   | Renault              | 1:38,673   |          |            | 17       | 9          |
| 18                    | 21       | Esteban Gutiérrez | Haas-Ferrari         | 1:38,770   |          |            | 18       | 9          |
| 19                    | 30       | Jolyon Palmer     | Renault              | 1:39,528   |          |            | 19       | 9          |
| 20                    | 88       | Rio Haryanto      | Manor-Mercedes       | 1:40,264   |          |            | 20       | 9          |
| 107%-os idő: 1:42,080 |          |                   |                      |            |          |            |          |            |
| NK                    | 94       | Pascal Wehrlein   | Manor-Mercedes       | idő nélkül |          |            | 21[2]    | 2          |
| NK                    | 44       | Lewis Hamilton    | Mercedes             | idő nélkül |          |            | 22[3]    | 3          |

Megjegyzés:
- ↑ 1:  — Nico Hülkenberg autójáról a Q2 végén leesett a bal első gumiabroncs, ezért 3 rajthelyes büntetést kapott.[3]
- ↑ 2:  — Pascal Wehrlein a Q1-ben megcsúszott a célegyenesben egy vízátfolyáson és a falnak ütközött, így nem tudott mért kört futni, de magkapta a rajtengedélyt.[4]
- ↑ 3:  — Lewis Hamilton autójában sebességváltót kellett cserélni a hétvégére, ezért már egy 5 rajthelyes büntetéssel vágott neki az időmérőnek, majd elektronikai gondok miatt nem tudott mért kört futni, és erőforrást is kellett cserélni az autójában, de megkapta a rajtengedélyt, és felállhatott a rajtrács végére.[5][6]

## Futam
A kínai nagydíj futama április 17-én, vasárnap rajtolt. A versenyt mind a 22 pilóta teljesíteni tudta. A versenyt Nico Rosberg nyerte 36 ponta 
növelnve bajnoki előnyét az összetettben Lewis Hamiltonnal szemben,aki motorcsere miatt a 22. helyről indult és 6. lett. A futam elején Danyiil Kvjat összeütközött a két Ferrarival,a látványos manőver ellenére Vettel a második ő pedig a harmadik helyen végzett. Ez után a verseny után kapta Kvjat a "Torpedó" nevet 
| helyezés | rajtszám | versenyző         | csapat/motor         | futott kör | idő/kiesés oka | rajthely | pont |
| -------- | -------- | ----------------- | -------------------- | ---------- | -------------- | -------- | ---- |
| 1        | 6        | Nico Rosberg      | Mercedes             | 56         | 1:38:53,891    | 1        | 25   |
| 2        | 5        | Sebastian Vettel  | Ferrari              | 56         | +37,776        | 3        | 18   |
| 3        | 26       | Danyiil Kvjat     | Red Bull-TAG Heuer   | 56         | +45,936        | 6        | 15   |
| 4        | 3        | Daniel Ricciardo  | Red Bull-TAG Heuer   | 56         | +52,688        | 2        | 12   |
| 5        | 7        | Kimi Räikkönen    | Ferrari              | 56         | +1:05,872      | 4        | 10   |
| 6        | 19       | Felipe Massa      | Williams-Mercedes    | 56         | +1:15,511      | 10       | 8    |
| 7        | 44       | Lewis Hamilton    | Mercedes             | 56         | +1:18,230      | 22       | 6    |
| 8        | 33       | Max Verstappen    | Toro Rosso-Ferrari   | 56         | +1:19,268      | 9        | 4    |
| 9        | 55       | Carlos Sainz Jr.  | Toro Rosso-Ferrari   | 56         | +1:24,127      | 8        | 2    |
| 10       | 77       | Valtteri Bottas   | Williams-Mercedes    | 56         | +1:26,192      | 5        | 1    |
| 11       | 11       | Sergio Pérez      | Force India-Mercedes | 56         | +1:34,283      | 7        |      |
| 12       | 14       | Fernando Alonso   | McLaren-Honda        | 56         | +1:37,253      | 11       |      |
| 13       | 22       | Jenson Button     | McLaren-Honda        | 56         | +1:41,990      | 12       |      |
| 14       | 21       | Esteban Gutiérrez | Haas-Ferrari         | 55         | +1 kör         | 18       |      |
| 15       | 27       | Nico Hülkenberg   | Force India-Mercedes | 55         | +1 kör         | 13       |      |
| 16       | 9        | Marcus Ericsson   | Sauber-Ferrari       | 55         | +1 kör         | 15       |      |
| 17       | 20       | Kevin Magnussen   | Renault              | 55         | +1 kör         | 17       |      |
| 18       | 94       | Pascal Wehrlein   | Manor-Mercedes       | 55         | +1 kör         | 21       |      |
| 19       | 8        | Romain Grosjean   | Haas-Ferrari         | 55         | +1 kör         | 14       |      |
| 20       | 12       | Felipe Nasr       | Sauber-Ferrari       | 55         | +1 kör         | 16       |      |
| 21       | 88       | Rio Haryanto      | Manor-Mercedes       | 55         | +1 kör         | 20       |      |
| 22       | 30       | Jolyon Palmer     | Renault              | 55         | +1 kör         | 19       |      |

## A világbajnokság állása a verseny után
| H   | Versenyzők       | Pont | H   | Konstruktőrök        | Pont |
| --- | ---------------- | ---- | --- | -------------------- | ---- |
| 1.  | Nico Rosberg     | 75   | 1.  | Mercedes             | 114  |
| 2.  | Lewis Hamilton   | 39   | 2.  | Ferrari              | 61   |
| 3.  | Daniel Ricciardo | 36   | 3.  | Red Bull-TAG Heuer   | 57   |
| 4.  | Sebastian Vettel | 33   | 4.  | Williams-Mercedes    | 29   |
| 5.  | Kimi Räikkönen   | 28   | 5.  | Haas-Ferrari         | 18   |
| 6.  | Felipe Massa     | 22   | 6.  | Toro Rosso-Ferrari   | 17   |
| 7.  | Danyiil Kvjat    | 21   | 7.  | Force India-Mercedes | 6    |
| 8.  | Romain Grosjean  | 18   | 8.  | McLaren-Honda        | 1    |
| 9.  | Max Verstappen   | 13   | 9.  | Renault              | 0    |
| 10. | Valtteri Bottas  | 7    | 10. | Sauber-Ferrari       | 0    |

(A teljes táblázat)

## Statisztikák
- Vezető helyen:
  - Daniel Ricciardo: 2 kör (1-2)
  - Nico Rosberg: 54 kör (3-56)
- A Mercedes 48. győzelme.
- Nico Rosberg 17. győzelme és 23. pole-pozíciója.
- Nico Hülkenberg 2. leggyorsabb köre.
- Nico Rosberg 44., Sebastian Vettel 81., Danyiil Kvjat 2. dobogós helyezése.